# 正房瀑布
正房瀑布（韓語：정방폭포），是韓國濟州島西歸浦地區著名的瀑布，高23米，寬可達8米，是當地著名的旅遊景點，也是濟州的十大風景奇觀之一。

## 历史
瀑布的源頭是東宏津溪，正房瀑布是亞洲唯一直接流水到海洋的瀑布。